# Paul Ariste
Paul Ariste (Rääbise, 3 febbraio 1905 – Tartu, 2 febbraio 1990) è stato un linguista ed esperantista estone.

## Biografia
Si formò all'università di Tartu, che frequentò a partire dal 1925. In questo periodo cambio il suo cognome originario di Berg, estonizzandolo in Ariste. Nel 1931 si laureò e nel 1939 ottenne il dottorato in linguistica, sempre nella medesima università.
Dal 1933 fu docente presso l'Università di Tartu e dal 1944 al 1946 diresse il dipartimento di lingua estone; in seguito, dal 1946 al 1977 fu messo a capo del dipartimento di lingue ugro-finniche. Ariste ha pubblicato circa 1.300 articoli scientifici e circa 50 libri.
Fra il 1945 ed il 1946, Ariste fu imprigionato dalle autorità sovietiche per essere stato membro di Veljesto, un'associazione di studenti indipendentisti estoni.
Come ricercatore, il suo campo preferito d'indagine fu quello della lingua votica e dell'etnografia e del folclore di questo piccolo popolo dell'Ingria. Egli compì numerosi studi anche sulla variante baltica della lingua romaní.
Fra i tanti riconoscimenti si devono menzionare le numerose lauree honoris causa ricevute da diverse università, fra cui molte straniere (in particolare quella di Helsinki). Nel 1954 è diventato socio dell'accademia delle scienze della repubblica socialista sovietica d'Estonia; nel corso degli anni è stato nominato socio onorario di altre numerose società scientifiche internazionali
Fu anche un notevole studioso e sostenitore esperantista, socio dell'Accademia di Esperanto tra il 1963 ed il 1967. Nel 2000 venne inserito nell'elenco dei 100 più eminenti esperantisti di sempre, redatto dalla rivista La Ondo.
| Controllo di autorità | VIAF (EN) 68973958 · ISNI (EN) 0000 0001 0912 0920 · LCCN (EN) n79066057 · GND (DE) 120896753 · BNF (FR) cb121863774 (data) · J9U (EN, HE) 987007270963105171 |